# Вулиця Сміливих (Львів)
Вулиця Сміливих — вулиця у Франківському районі міста Львова, у місцевості Вулька. Сполучає вулиці Бойківську та Куликівську.

## Історія
Вулиця прокладена у 1930-х роках і 1933 року отримала назву Вярусів, на честь польських військових ветеранів, під час німецької окупації — Ґанодґассе, на честь французького композитора Шарля Ґуно (1818-1893). У липні 1944 року повернута передвоєнна назва Вярусів  і вже за два роки, у 1946 році, вулиця отримала сучасну назву Сміливих.

## Забудова
Забудова вулиці Сміливих — садибна одноповерхова, польський конструктивізм 1930-х років, шестиповерхова житлова 1980-х років.
№ 5 — шестиповерховий житловий будинок, зведений у 1980-х роках. На початку 2000-х років до будинку від вулиці Бойківської прибудували двоповерховий офісний будинок, що також має № 5. Тут від 1 квітня 2008 року запрацював візовий центр Генерального консульства Республіки Польща у Львові. Після відкриття головного офісу генерального консульства на вул. Івана Франка, 108, візова служба переїхала на нову адресу. Нині тут міститься офіс компанії «Datamart».